# Marc-André Raffalovich
Marc-André Raffalovich, född 11 september 1864 i  Paris, död 14 februari 1934, var en fransk poet och författare inom ämnet homosexualitet, mest känd idag för sitt ekonomiska stöd till konsten och för sin livslånga relation med poeten John Gray. John Gray anses vara förebilden för Oscar Wilde då han skrev Dorian Grays porträtt.
År 1894 började Raffalovich att bidra med skrifter på temat homosexualitet (unisexualité, som han kallade det) till Archives de l'Anthropologie Criminelle, som grundats av Alexandre Lacassagne, en pionjär kriminolog och professor i rättsmedicin. Han blev snart erkänd som en expert inom området och hade kontakt med andra forskare i hela Europa.
Hans huvudbok, Uranisme et unisexualité: étude sur différentes manifestations de l´instinct sexuel publicerades 1896. År 1897 började han arbeta på böckerna Annales de l'unisexualité och les Chroniques de l'unisexualité i syfte att katalogisera allt som publiceras inom ämnet homosexualitet. Dessa har visat sig vara användbara för historiker fram till idag.
Raffalovits syn på "unisexuality" och om attraktion för samma kön, är lik den moderna uppfattningen om homosexualitet. Han skrev om homosexuella män: "Som män älskar de män, men de bekräftar att om de var kvinnor skulle de älska kvinnor". 
Raffalovich betraktade att det heterosexuella ödet var att gifta sig och bilda en familj, medan den homosexuella plikten var att leva ut sina begär av konstnärliga sysslor och andliga - även mystiska vänskaper. 

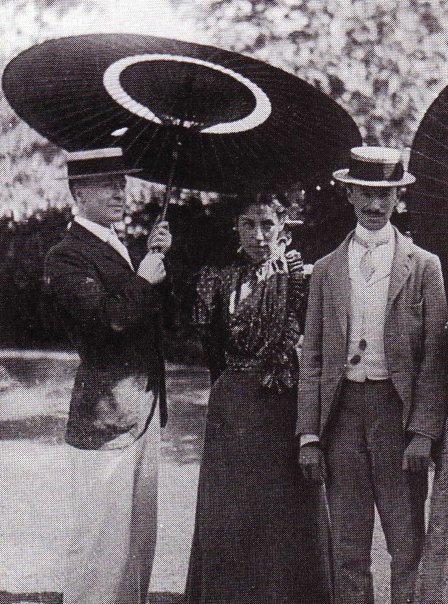
John Gray och Marc-André Raffalovich med vän
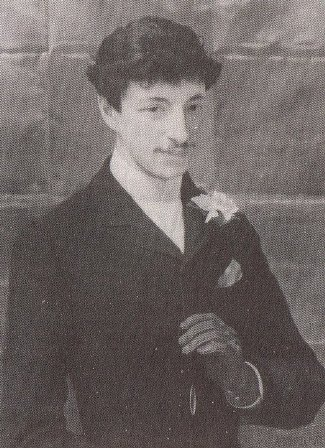
Marc-André Raffalovich